# 存在定理
存在定理（そんざいていり。英: existence theoremまたは英: theorem of existence）とは、何らかの数学的対象の存在をいう定理の総称。定理の内容や証明において、対象の具体的な構成方法は必ずしも示されない。

## 具体例
- 代数学の基本定理
- 中間値の定理
- 平均値の定理
- ロルの定理

## 脚中
1. ↑  蟹江幸博, ed (2020). 新訂版　数学用語 英和辞典: 和英索引付き. 近代科学社. p. 106 2023年3月23日閲覧。
2. ↑  竹内端三 (1934). 函数概論. 共立社書店. pp. 3,90 2023年3月23日閲覧。